# Валгусское сельское поселение
Валгу́сское се́льское поселе́ние — муниципальное образование в составе Инзенского района Ульяновской области. Административный центр — село Валгуссы. 

## Население
| 2010  | 2012  | 2013  | 2014  | 2015  | 2016  | 2017  |
| ----- | ----- | ----- | ----- | ----- | ----- | ----- |
| 1765  | ↘1613 | ↘1509 | ↘1423 | ↘1347 | ↘1283 | ↘1222 |
| 2018  | 2019  | 2020  | 2021  |       |       |       |
| ↘1143 | ↘1075 | ↘1016 | ↗1090 |       |       |       |

## Состав сельского поселения
В состав поселения входят 10 населённых пунктов: 9 сёл и 1 деревня.
| №  | Населённый пункт | Тип населённого пункта       | Население |
| -- | ---------------- | ---------------------------- | --------- |
| 1  | Аксаур           | село                         | 164       |
| 2  | Большое Шуватово | село                         | 173       |
| 3  | Валгуссы         | село, административный центр | 525       |
| 4  | Малое Шуватово   | село                         | 63        |
| 5  | Мамырово         | село                         | 3         |
| 6  | Налитово         | деревня                      | 0         |
| 7  | Палатово         | село                         | 251       |
| 8  | Первомайское     | село                         | 142       |
| 9  | Пятино           | село                         | 136       |
| 10 | Тияпино          | село                         | 308       |